# Marcial Hernandez
Marcial Manrique Hernandez (Zaanstad, 20 april 1974) is een Nederlandse politicus. Hij was van 17 juni 2010 tot 3 juli 2012 namens de Partij voor de Vrijheid (PVV) lid van de Tweede Kamer der Staten-Generaal en was in die fractie defensie-woordvoerder. Vanaf 3 juli 2012 vormde hij met Wim Kortenoeven de Groep Kortenoeven-Hernandez. Na de verkiezingen van 12 september 2012 keerde Hernandez niet terug in de Kamer.
Vooraf aan zijn lidmaatschap van de Tweede Kamer was hij als majoor in dienst bij het Regiment Geneeskundige Troepen van de Koninklijke Landmacht. Hij haalde in Arnhem zijn rode baret als soldaat bij de Luchtmobiele Brigade.

## Politiek
Hernandez, woonachtig in Kampen stelde de lijst van de PVV voor de Provinciale Statenverkiezingen in Overijssel samen. Op 17 juni 2010 werd hij in de Tweede Kamer de eerste woordvoerder defensie voor de PVV.
Hernandez pleitte in de fractie voor het behoud van de Nederlandse soevereiniteit op militair gebied en diende hierover een motie in op 6 juni 2011. Hernandez wil niet dat het beslissingsrecht over de inzet van de Nederlandse krijgsmacht uit handen wordt gegeven van de Nederlandse regering.
Op 7 november 2011 bepleitte Hernandez het stoppen van de regeling die het Nederlanders van Turkse afkomst mogelijk maakt bij het ministerie van Defensie een renteloze lening af te sluiten om hun dienstplicht in Turkije af te kopen. Van de regeling werd overigens volgens minister van Defensie Hillen op dat moment geen gebruik gemaakt.
Hernandez heeft daarnaast via een aangenomen motie op 7 november 2011 de regering verzocht om bij elke materieelverwerving te handelen volgens het principe "robots tenzij". Op deze manier heeft hij onbemande systemen en robotisering op de kaart gezet binnen het Nederlandse parlement.
Hernandez heeft zich met succes ingezet voor veteranen door te strijden voor het onderwijsproject 'Verhalen voor veteranen'. De motie Hernandez is met algemene stemmen aangenomen op 13 september 2012.

### Uit de PVV-fractie
Op 3 juli 2012 stapte Hernandez samen met Wim Kortenoeven uit de PVV-fractie. Hernandez en Kortenoeven vormden daarna samen de fractie Groep Kortenoeven-Hernandez, waarvan Kortenoeven fractievoorzitter werd. Hernandez betoogde dat Wilders er dictatoriale trekjes op nahield, geen rekening hield met anderen en geen idee had wie de door hemzelf geschetste Henk en Ingrid wel waren.
Op 5 september 2012 verscheen van zijn hand het boek Geert Wilders ontmaskerd, van messias tot politieke klaploper, waarin wordt aangegeven hoe Wilders volgens Hernandez politiek bedrijft en de PVV-fractie leidt.

## Aangehouden
Op 29 september 2010 werd Hernandez in Den Haag aangehouden op verdenking van geweldpleging en heeft daarna de nacht op het politiebureau moeten doorbrengen. Zijn actie werd vastgelegd op een beveiligingscamera. Hernandez meende dat er niet genoeg bewijs zou zijn voor een veroordeling en rekende op een sepot. Op 2 december meldde het Openbaar Ministerie echter voldoende bewijs te hebben voor een veroordeling. Conform de richtlijnen voor mishandeling met licht letsel werd Hernandez een schikking aangeboden van 500 euro. Hernandez accepteerde dat aanbod.
Volgens de advocaat van Hernandez, mr. Richard van der Weide, was Hernandez onschuldig en werd de boete uit opportunistische redenen betaald, om een "openbare terechtstelling" te voorkomen. Hernandez kreeg door het accepteren van de schikking een aantekening op zijn strafblad.